# Воспоминания (фильм, 2021)
«Воспоминания» (англ. Reminiscence) — американский научно-фантастический фильм в стиле неонуар. Полнометражный режиссёрский дебют Лизы Джой.
В США фильм вышел 20 августа 2021 года. В России фильм вышел 19 августа 2021 года.

## Сюжет
Николас Баннистер, одинокий ветеран, живущий в Майами недалёкого будущего, затопленном поднимающимся уровнем моря, является экспертом в опасном деле: он предлагает клиентам возможность пережить любые воспоминания, которые они пожелают. Его жизнь меняется, когда он встречает Мэй. Вскоре их отношения превращаются в страстную любовную интригу. Но, когда воспоминания другого клиента вовлекают Мэй в серию насильственных преступлений, Баннистер должен окунуться в тёмный мир прошлого, чтобы раскрыть правду о женщине, в которую он влюбился.

## В ролях
| Актёр            | Роль                    |
| ---------------- | ----------------------- |
| Хью Джекман      | Николас «Ник» Баннистер |
| Ребекка Фергюсон | Мэй                     |
| Тэндиве Ньютон   | Эмили «Уотс» Сандерс    |
| Клифф Кёртис     | Сайрус Бут              |
| Дэниел Ву        | Святой Джо              |
| Бретт Каллен     | Уолтер Сильван          |
| Марина де Тавира | Тамара Сильван          |
| Моджан Ария      | Себастьян Сильван       |
| Анжела Сарафян   | Эльза Карин             |
| Натали Мартинес  | Эйвери Кастильо         |
| Норио Нисимура   | Харрис                  |
| Хавьер Молина    | Хэнк                    |
| Сэм Медина       | Фэлкс                   |
| Рокстон Гарсия   | Фредди                  |
| Габриэль Эчолс   | Титч                    |
| Джованни Круз    | Синди                   |
| Нико Паркер      | Зои Сандерс             |

## Производство
В январе 2019 года было объявлено, что Лиза Джой поставит свой дебютный фильм, а в главных ролях будут задействованы Хью Джекман и Ребекка Фергюсон. В марте 2019 года сообщалось, что Warner Bros. выкупила права на распространение фильма. Съемки фильма начались 21 октября 2019 года в Новом Орлеане и Майами.

## Выпуск
Фильм должен был выйти в прокат 16 апреля 2021 года, но затем премьера в США была перенесена на 20 августа 2021 года, и 25 августа в международном прокате.